# U-5 (1935)
U-5 – niemiecki okręt podwodny typu IIA z okresu okresu międzywojennego i II wojny światowej. Była to niewielka jednostka przybrzeżna o wyporności podwodnej 303 ton i zasięgu na powierzchni 1600 Mm, wyposażona w trzy wyrzutnie torped kalibru 533 mm, której załogę tworzyło nominalnie 25 osób.
Stępkę pod okręt położono 11 lutego 1935 roku w stoczni Deutsche Werke w Kilonii, gdzie został zwodowany 19 sierpnia 1935 roku. Po wejściu w tym samym roku do służby, pełnił funkcje szkoleniowo-treningowe w ramach US-FL w Neustadt. Po wybuchu wojny prowadził operacje na Morzu Północnym, zakończone w kwietniu 1940 roku udziałem w kampanii norweskiej. Po jej zakończeniu został ponownie skierowany do działalności szkolno-treningowej w ramach 21. Flotylli w Piławie. 19 marca 1943 roku zatonął na zachód od Piławy w wypadku podczas zanurzania.
W trakcie działań wojennych przeprowadził dwa patrole bojowe na Morzu Północnym i wodach norweskich, podczas których nie zatopił żadnej jednostki przeciwnika.

## Budowa i konstrukcja
U-5 był okrętem podwodnym typu IIA wybudowanym dla marynarki niemieckiej (Kriegsmarine) w stoczni Deutsche Werke w Kilonii, pod numerem stoczniowym 240. Jednostka zaprojektowana została pod oznaczeniem typu MVBIIA w tajnym niemieckim biurze projektowym Ingenieurskantoor voor Scheepsbouw (IvS) w Hadze. Kontrakt na budowę tego okrętu został podpisany w styczniu 1934 roku jako część większej umowy na budowę wszystkich jednostek tego typu. Blachy stalowe zostały w ścisłej tajemnicy dostarczone do stoczni w Kilonii okrężną drogą przez IvS w Hadze, podobnie jak silniki główne i pomocnicze, które dotarły do Kilonii na początku roku 1934. Rozpoczęcie budowy było opóźnianie przez Adolfa Hitlera z przyczyn politycznych, jednak 11 lutego 1935 roku w Kilonii położono ostatecznie stępkę, zaś 19 sierpnia 1935 roku U-5 został zwodowany.
U-5 był jednokadłubowym okrętem podwodnym o konstrukcji spawanej i wyporności traktatowej 250 ton, jednak jego rzeczywista wyporność bojowa na powierzchni wynosiła 254 tony. Pod wodą okręt wypierał 303 tony, przy długości całkowitej 40,9 metra oraz szerokości 4,08 metra. W pozycji nawodnej kadłub miał zanurzenie 3,83 metra. Napęd okrętu tworzyły dwa 6-cylindrowe czterosuwowe silniki Diesla Motorenwerke Mannheim MWM RS127S o łącznej mocy 700 KM (2 × 350 KM) przy 1000 obrotach na minutę oraz dwa silniki elektryczne SSW PG W322/26 o mocy 300 kW (2 × 180 KM). Zastosowana forma kadłuba oraz układ napędowy umożliwiały jednostce osiąganie prędkości maksymalnej na powierzchni wynoszącej 13 węzłów, elektryczny zespół energetyczny zaś umożliwiał rejs podwodny z prędkością nieprzekraczającą 6,9 węzła. Zbiorniki paliwa mieściły łącznie 11,61 ton oleju napędowego, co umożliwiało jednostce rejs o długości 1600 mil morskich z prędkością 8 węzłów. Zasięg podwodny okrętu wynosił 35 mil morskich przy prędkości 4 węzłów. Podobnie jak w przypadku innych jednostek typów II, zanurzenie testowe okrętu wynosiło 100 metrów, zanurzenie maksymalne 150 metrów, zaś czas całkowitego zanurzenia 25 sekund.
Podstawowe uzbrojenie okrętu stanowiły torpedy typu G7a, umieszczone w trzech wyrzutniach torpedowych kalibru 533 mm na dziobie, oraz dwie torpedy zapasowe. Opcjonalnie możliwe było zabranie przez okręt ogółem sześciu torped, przez umieszczenie dodatkowego pocisku w korytarzu między przedziałem torpedowym a centrum bojowym okrętu. Możliwość ta nie była jednak często wykorzystywana, gdyż dodatkowy ciężar w tym miejscu zaburzał trym okrętu i powodował jeszcze trudniejsze warunki życia dla 25 członków załogi. Zamiennie z torpedami, okręt mógł przenosić do 18 min. Uzbrojenie to uzupełnione było pojedynczym działkiem przeciwlotniczym kalibru 20 mm.

## Służba okrętu
U-5 został przyjęty do służby w Kriegsmarine 31 sierpnia 1935 roku, jako piąta jednostka swojego typu i jeden z pierwszych okrętów podwodnych III Rzeszy. Pierwszym dowódcą okrętu został mianowany Kapitanleutnant Rolf Dau, który sprawował tę funkcję do 27 września 1936 roku. U-5 został przydzielony do jednostki szkolnej US-FL w Neustadt, zaś wrzesień 1935 roku spędził w szkole zwalczania okrętów podwodnych, celem szkolenia technicznego załogi.
7 marca 1936 roku podczas zajmowania przez wojska niemieckie Zagłębia Ruhry – wraz z 12 jednostkami wchodzącymi w skład 1. Flotylli U-Bootów „Weddingen” oraz wszystkimi jednostkami swojego typu – U-5 został wysłany na patrol, na wypadek ewentualnej wojny morskiej z Polską, Francją lub Związkiem Radzieckim. Podobne wyjście na patrol bojowy miało miejsce podczas anschlussu Austrii, nieudanej próby zajęcia przez Niemcy Sudetów w maju oraz po układzie monachijskim we wrześniu 1938 roku.

### Działania wojenne
W ramach niemieckich przygotowań do ataku na Polskę, 24 sierpnia 1939 roku U-5 wyszedł na swój pierwszy wojenny patrol bojowy w Kattegacie, z zadaniem przechwytywania polskich jednostek usiłujących przedrzeć się na Morze Północne. 8 września U-5 bez sukcesów zakończył swój patrol w Kilonii. Na kolejny patrol bojowy okręt wyszedł dopiero 4 kwietnia 1940 roku, aby wziąć udział w operacji Hartmud.
| Dowódcy okrętu                      | Dowódcy okrętu      | Dowódcy okrętu   |
| ----------------------------------- | ------------------- | ---------------- |
| Kptlt. Rolf Dau                     | 31 sierpnia 1935    | 27 września 1936 |
| Kptlt. Gerhard Glattes              | 1 października 1936 | 2 lutego 1938    |
| Kptlt. Günter Kutschmann            | 3 lutego 1938       | 4 grudnia 1939   |
| Kptlt. Heinrich Lehmann-Willenbrock | 5 grudnia 1939      | 11 sierpnia 1940 |
| Oblt. Herbert Opitz                 | 12 sierpnia 1940    | 27 marca 1941    |
| Oblt. Friedrich Bothe               | 28 marca 1941       | 6 stycznia 1942  |
| Oblt. Karl Friederich               | 7 stycznia 1942     | 23 marca 1942    |
| Oblt. Hans-Dieter Mohs              | 26 marca 1942       | maj 1942         |
| Oblt. Kurt Pressel                  | maj 1942            | 9 listopada 1942 |
| Oblt. Hermann Rahn                  | 10 listopada 1942   | 19 marca 1943    |

Otwarte 6 kwietnia zapieczętowane rozkazy nakazywały jednostce udać się do wybrzeży norweskich, gdzie w ramach 8. Grupy U-Bootów od 9 kwietnia miał w okolicach Lindesnes wspierać lądowanie niemieckich sił inwazyjnych oraz przeciwdziałać brytyjskim próbom przeszkodzenia inwazji. 11 kwietnia U-5 przeprowadził bez sukcesu atak na brytyjski okręt podwodny. Podobnie jak inne jednostki typu, okręt został potem wezwany do powrotu do Niemiec, celem wznowienia działalności szkoleniowej. Wpłynął do Wilhelmshaven 19 kwietnia 1940 roku.
Okręt nie wypłynął więcej na żaden patrol bojowy; od lipca 1940 roku prowadził tylko działalność szkolno-treningową w ramach 21. Flotylli z Piławy. 19 marca 1943 roku okręt zatonął na Bałtyku w okolicach Piławy, w wyniku wypadku przy zanurzaniu. Śmierć poniósł dowódca okrętu i 20 członków załogi. W trakcie działań wojennych U-5 przeprowadził dwa patrole, podczas których nie odniósł żadnych sukcesów.